# Tronchetto
 (signalé en mai 2025).
Si vous disposez d'ouvrages ou d'articles de référence ou si vous connaissez des sites web de qualité traitant du thème abordé ici, merci de compléter l'article en donnant les références utiles à sa vérifiabilité et en les liant à la section « Notes et références ».
- Archive Wikiwix
- Bing
- Cairn
- DuckDuckGo
- E. Universalis
- Gallica
- Google
- G. Books
- G. News
- G. Scholar
- Persée
- Qwant
- (zh) Baidu
- (ru) Yandex
- (wd) trouver des œuvres sur Wikidata

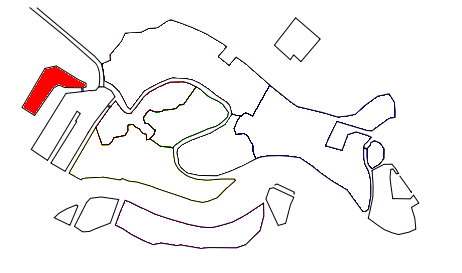
Localisation de l'île de Tronchetto dans Venise.

Tronchetto ou Île nouvelle est une île artificielle (sacca) de la lagune de Venise située à l'extrémité occidentale de Venise, à laquelle elle est reliée par un pont. Elle a une superficie de 0,18 km².
Créée durant les années 1960 grâce au déplacement de matériaux de remblayage, elle sert maintenant de terminal au réseau automobile (équipé de parkings) avec la Piazzale Roma attenante, et de terminal touristique d'où partent les ferry pour le Lido de Venise. Depuis 2010, le People-mover de Venise qui relie l'île à la piazzale Roma permet un transfert aisé des touristes garés à Tronchetto vers la ville.

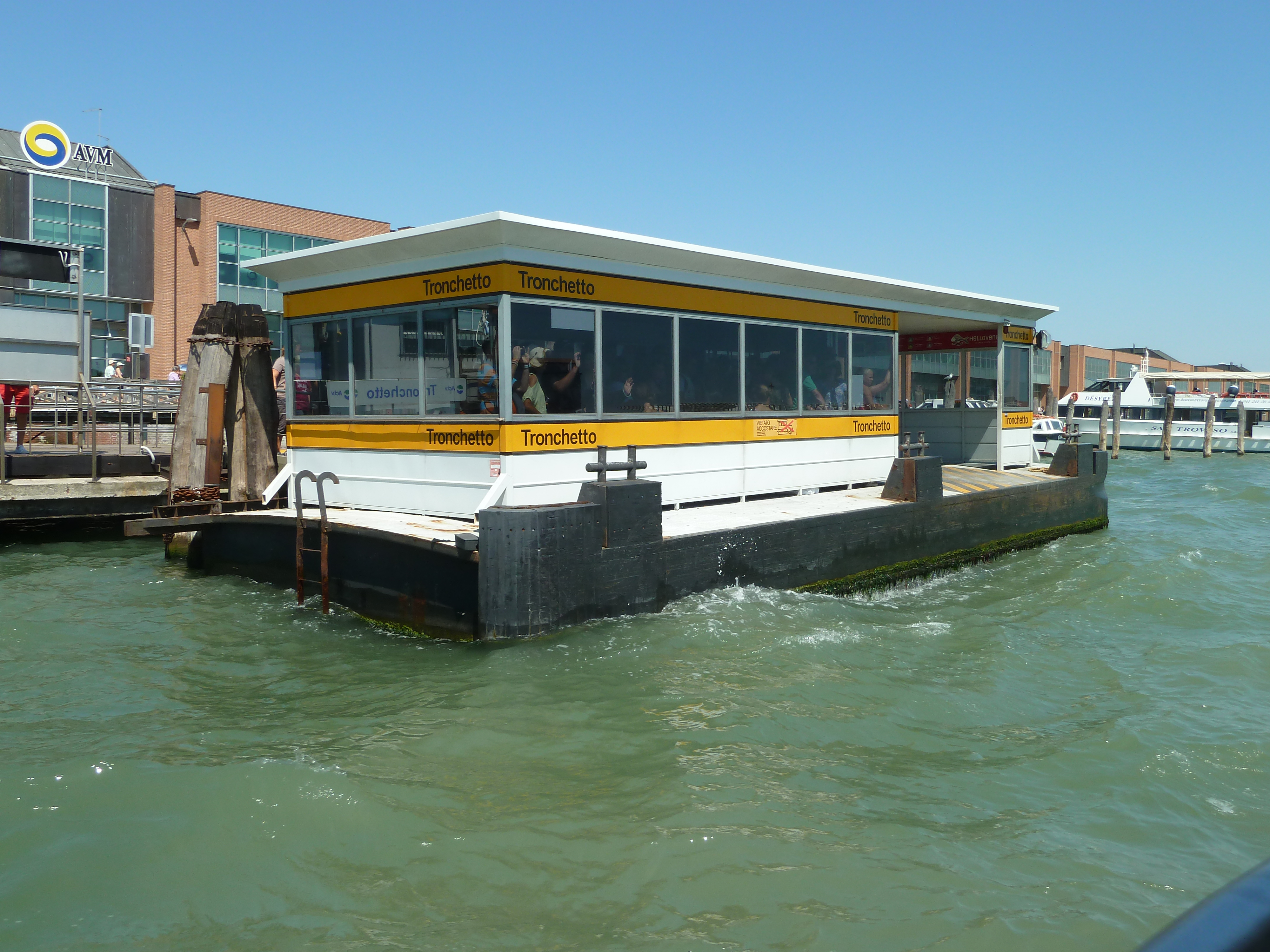
Les voyageurs peuvent également quitter Tronchetto en vaporetto

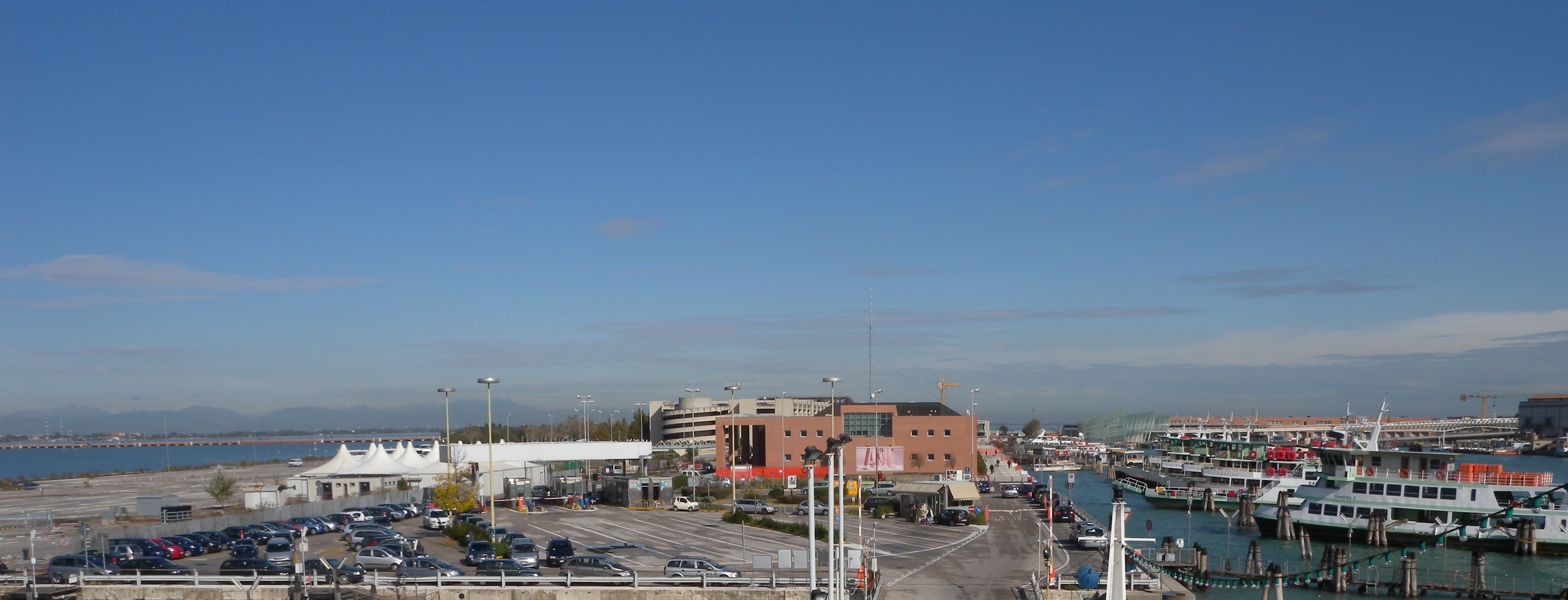
Vue d'ensemble de l'île artificielle de Tronchetto